# Террі Джонсон (хокеїст)
Террі Джонсон (англ. Terry Johnson, нар. 28 листопада 1958, Калгарі) — канадський хокеїст, що грав на позиції захисника.

## Ігрова кар'єра
Професійну хокейну кар'єру розпочав 1979 року.
Протягом професійної клубної ігрової кар'єри, що тривала 10 років, захищав кольори команд «Квебек Нордікс», «Сент-Луїс Блюз», «Калгарі Флеймс» та «Торонто Мейпл-Ліфс».
Загалом провів 323 матчі в НХЛ, включаючи 38 ігор плей-оф Кубка Стенлі.